# Biệt dược đen
Biệt dược đen (tên cũ: Phía sau sự thật) là một bộ phim truyền hình thuộc loạt phim Cảnh sát hình sự, được thực hiện bởi Trung tâm Phim truyền hình Việt Nam, Đài Truyền hình Việt Nam do Phạm Gia Phương và Trần Trọng Khôi làm đạo diễn. Phim phát sóng vào lúc 21h40 thứ 2, 3, 4 hàng tuần bắt đầu từ ngày 4 tháng 9 năm 2023 và kết thúc vào ngày 1 tháng 11 năm 2023 trên kênh VTV3.

## Nội dung
Biệt dược đen xoay quanh câu chuyện của Nguyễn Thanh Tuấn (Huỳnh Anh), một cảnh sát thông minh, dũng cảm, có quá khứ đau buồn khi chứng kiến người mẹ của mình bị sát hại. Cú sốc quá lớn khiến anh bị mất trí nhớ hoàn toàn về thời thơ ấu. Vụ án đó còn để lại vết hằn trong tâm trí của một cảnh sát trẻ tuổi – Đỗ Thanh Tuyển (Phạm Bảo Anh). 20 năm sau vụ án đó, Tuấn về làm đội phó cho đội cảnh sát hình sự do chính Tuyển làm đội trưởng. Ngay trong những ngày đầu tiên, đội của Tuyển, Tuấn đã gặp một vụ án kỳ lạ. Nạn nhân là một tay ăn chơi khét tiếng: Đặng Quốc Vương (Phạm Tuấn Anh) – thủ lĩnh của Cityboy – một nhóm gồm các công tử, tiểu thư hư hỏng, được tổ chức từ thời mà Vương còn học cấp 3.

## Diễn viên

### Diễn viên chính
- Phạm Bảo Anh trong vai Trung tá, Thượng tá Đỗ Thanh Tuyển[9][10]
- Huỳnh Anh trong vai Đại úy Nguyễn Thanh Tuấn[11][12]
- Lê Hoàng Long trong vai Thượng úy Phạm Minh Cảnh
- Ngọc Quỳnh trong vai Thượng tá Phạm Xuân Vinh[13]
- Lương Thanh trong vai Trung úy Lê Thùy Dương[13][14][15]
- Huyền Trang Mù Tạt trong vai Thiếu tá Trương Mỹ Lan[16]
- Bình An trong vai Nguyễn Hoàng Long[17]
- Phạm Tuấn Anh trong vai Đặng Quốc Vương[18][19]
- Đỗ Duy Nam trong vai Trần Thành Đạt (Đạt "điên"/Kira 01)[20]
- Hoàng Anh Vũ trong vai Lý Mạnh Cường[21]
- Trần Đức trong vai Nguyễn Kim Hoàng (Hoàng Kim Đường)[22]
- Hoàng Xuân trong vai Bà Nga[23]
- Thanh Huế trong vai Vân[24][25]
- Trương Hoàng trong vai Trịnh Văn Tiến[26]
- Quỳnh Châu trong vai Nguyễn Minh Tuyết[27]
- Thái Sơn trong vai Trương Quang Điều (Điều "bartender")[28][29]
- Xuân Trường trong vai Nguyễn Quang Sáng (Bùi Quang Sáng)[30]
- Lê Na trong vai Nguyễn Vân Thùy (Hoa Lê Trắng/Kira 02)

### Diễn viên phụ
- Trần Quốc Trọng trong vai Ông Lý Phan[31]
- Dương Đức Quang trong vai Đại tá Lê Hải Sơn
- Phú Thăng trong vai Bố Đạt
- Vĩnh Xương trong vai Ông Nguyễn Hoàng Phi[32]
- Trịnh Mai Nguyên trong vai Ông Hiếu[31][33]
- Nguyệt Hằng trong vai Bà Liễu[31][33]
- Huyền Trang trong vai Kiều Phượng (Geisha 02)[34][35]
- Bùi Hồng Nhật Hà trong vai Chu Hồng Oanh (Geisha 01)[36]
- Khánh Linh trong vai Kiều Diễm[34][36]
- Nguyễn Tú trong vai Bình[37]
- Hồng Ngọc trong vai Đức[38]
- Tuấn Vũ trong vai Trần Xuân Bát[39]

Cùng một số diễn viên khác...

## Ca khúc trong phim
Tập cuối của bộ phim sử dụng bài hát của loạt phim Cảnh sát hình sự mang tên "Những bàn chân lặng lẽ" do Vũ Thảo sáng tác và Thùy Dung thể hiện.

## Sản xuất
Biệt dược đen do bộ đôi Phạm Gia Phương và Trần Trọng Khôi đồng đạo diễn, kịch bản phim được nhóm biên kịch Phạm Đình Hải, Vũ Liêm và Nguyễn Trung Dũng chấp bút. Bộ phim chính thức khai máy từ tháng 5 năm 2023 và đóng máy vào tháng 10 cùng năm. Đoàn làm phim đã mất 2 năm thực hiện bộ phim, trong đó dành một năm rưỡi để viết kịch bản. Vai chính của phim lần lượt được giao cho Huỳnh Anh, Phạm Bảo Anh, Hoàng Long, Lương Thanh, Ngọc Quỳnh, Bình An, Đỗ Duy Nam và Phạm Tuấn Anh thủ vai. Tác phẩm đánh dấu sự trở lại của Huỳnh Anh sau bộ phim truyền hình năm 2020 Lựa chọn số phận. Để chuẩn bị cho vai diễn, Hoàng Anh Vũ cho biết anh đã cạo trọc đầu để phù hợp với vai diễn Lý Mạnh Cường. Đỗ Duy Nam thì tiết lộ rằng anh đã làm kiểu tóc bện thừng để làm mới mình với vai diễn Trần Thành Đạt, cũng như chuẩn bị tinh thần cho bố mẹ trước khi hoàn thành vai diễn này.
Buổi họp báo ra mắt bộ phim được tổ chức tại Hà Nội ngày 23 tháng 8 năm 2023. Bộ phim chính thức lên sóng từ ngày 4 tháng 9 và kết thúc vào ngày 1 tháng 11 cùng năm trên kênh VTV3, vào lúc 21h40 thứ 2 đến thứ 4 hàng tuần, sau khi Món quà của cha kết thúc.

## Đón nhận
Trong tuần phát sóng từ ngày 18 tháng 9 đến 24 tháng 9 năm 2023, bộ phim đứng thứ 2 trong danh sách top 10 chương trình truyền hình được xem nhiều nhất cả nước với rating là 4,4%. Tỷ suất người xem trung bình của phim suốt thời gian phát sóng sau đó được ghi nhận ở mức 4.2%, nằm trong top 10 phim truyền hình Việt có rating cao nhất năm 2023.
Dù nhận về đa số các phản ứng tích cực từ người xem, tác phẩm đã gây ra nhiều tranh cãi. Những ý kiến cho rằng bộ phim không phù hợp để phát sóng giờ vàng trên sóng truyền hình quốc gia do có nhiều cảnh quay liên quan đến bạo lực, tình dục, cưỡng bức của nhóm Cityboy. Họ nhận định phim có những hình ảnh hở hang quá đà, lạm dụng yếu tố tình dục dễ gây ảnh hưởng tiêu cực đến giới trẻ.
Trong khi đó, diễn xuất của tuyến nhân vật chính diện bị chê diễn "dở" so với tuyến nhân vật phản diện của Cityboy. Thậm chí, một số khán giả tuyên bố "bỏ xem phim" vì màn thể hiện chính của Lương Thanh đã làm "phá hỏng bộ phim". Các trích đoạn có sự xuất hiện của nữ diễn viên được đăng tải trên mạng xã hội đã thu hút nhiều bình luận; tuy nhiên, chúng cũng chủ yếu là những lời chỉ trích và bức xúc. Trong tập 13 của phim, phát sóng vào ngày 2 tháng 10 năm 2023, phân cảnh truy bắt ông trùm ma túy bị ví như phim hài; nhiều khán giả để lại bình luận thất vọng khi bộ phim đã xây dựng tình huống này quá "đơn giản" và "vô lý". Kết thúc của bộ phim cũng bị một số khán giả cho rằng chưa đủ kịch tính, không xứng đáng với phần mở đầu được đầu tư công phu.

## Giải thưởng và đề cử
| Năm  | Giải thưởng    | Hạng mục                  | (Người) đề cử | Kết quả | Tham khảo            |
| ---- | -------------- | ------------------------- | ------------- | ------- | -------------------- |
| 2023 | Ấn tượng VTV   | Phim truyền hình Ấn tượng | —             | Đề cử   | [ 56 ]               |
| 2023 | Ấn tượng VTV   | Diễn viên nam Ấn tượng    | Đỗ Duy Nam    | Đề cử   | [ 56 ]               |
| 2024 | Giải Cánh Diều | Phim truyện truyền hình   | —             | Đề cử   | [ 57 ] [ 58 ] [ 59 ] |